# Pseudiphra bicolor
Pseudiphra bicolor là một loài bọ cánh cứng trong họ Cerambycidae.